# Cliff Gallup
Cliff Gallup (17 de Junho de 1930 - 9 de Outubro de 1988), foi um guitarrista de rock and roll norte-americano, membro da banda de Gene Vincent, The Blue Caps, na década de 50.